# 신상해탄 (2006년 드라마)
《신상해탄》(중국어 간체자: 新上海滩, 정체자: 新上海灘, 병음: Xīn shànghǎi tān 신상하이탄[*], Shang Hai Bund 상하이 번드[*])은 중국의 텔레비전 드라마이다.

## 등장 인물
- 황샤오밍 : 허문강 (許文強) 역
- 쑨리 : 풍정정 (馮程程) 역
- 이설건 : 풍경요 (馮敬堯) 역
- 황하이보 : 정력 (丁力) 역
- 진수 (陈数) : 방염운 (方艷芸) 역
- 육령 (陆玲) : 야마구치 교코 (山口香子) 역